# Ritzmannshof (Fürth)

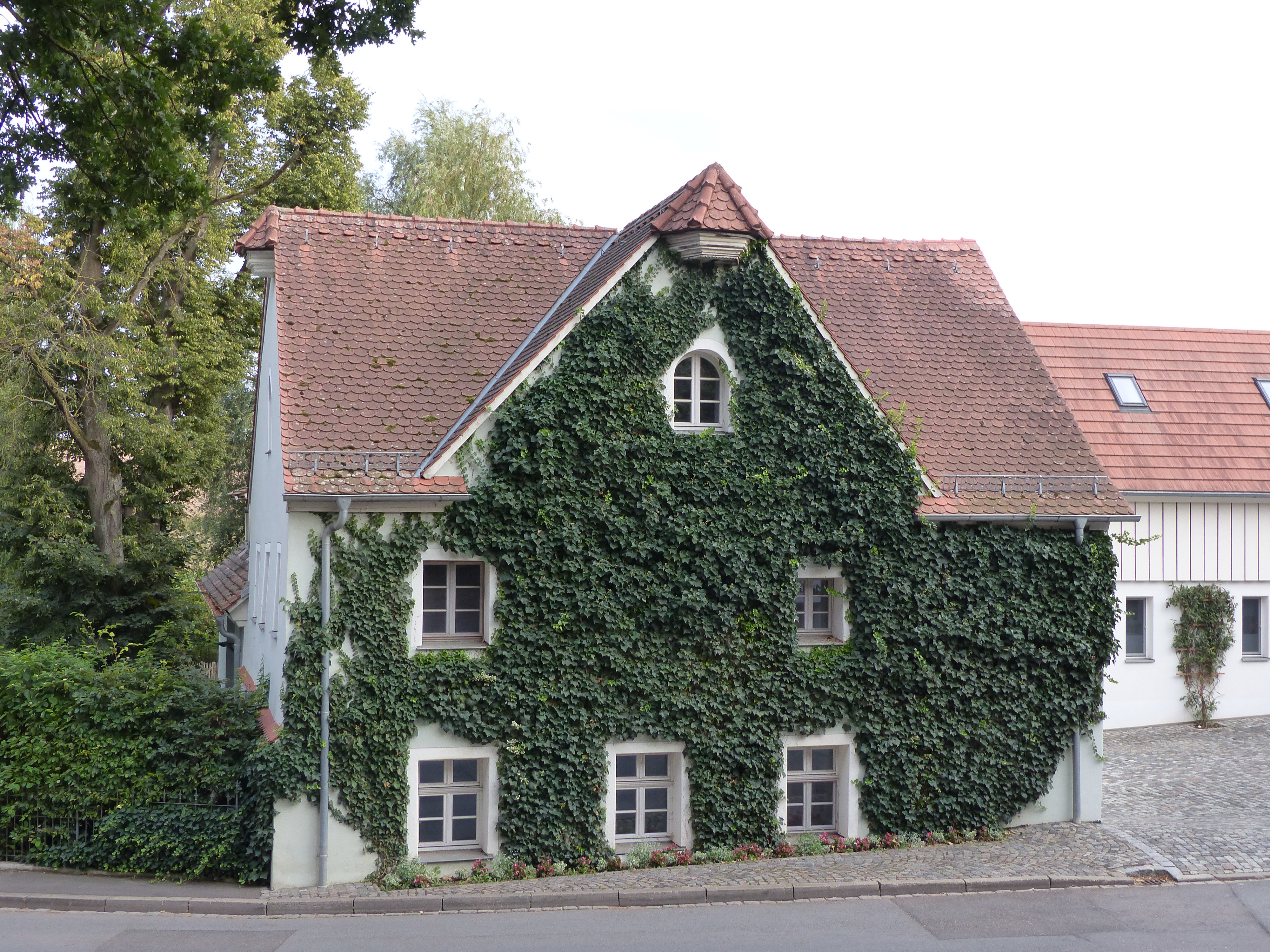
Ritzmannshofer Straße 1 (2018)

Ritzmannshof (fränkisch: Ridsmanns-huhf) ist ein Gemeindeteil der kreisfreien Stadt Fürth (Mittelfranken, Bayern).. Ritzmannshof liegt in der Gemarkung Vach. Mit dem in den 1950er Jahren einsetzenden Bauboom hat sich Ritzmannshof in seiner Siedlungsfläche von ehemals 1,2 Hektar inzwischen etwa versiebenfacht. Das bebaute Gebiet des Ortsteiles umfasst heute etwa neun Hektar. Die ehemals landwirtschaftlich genutzten Flächen wurden zugunsten von Eigenheim- und Wohnbebauung aufgegeben, sodass der Ort mittlerweile zum sogenannten Speckgürtel der Stadt Fürth zählt.

## Geografie
Das Dorf liegt fünf Kilometer nordwestlich des historischen Fürther Stadtkernes an der Grenze zu Obermichelbach. Südlich  fließt die Zenn, die 1,5 km östlich unter einer mächtigen Stahltrogbrücke den Main-Donau-Kanal unterquert. Im Süden liegt das Flurgebiet Pfeiffersweiher, 0,75 km nördlich das Flurgebiet Steinbitze. Gemeindeverbindungsstraßen führen nach Burgfarrnbach (2 km südlich), nach Rothenberg (1 km nordwestlich), nach Flexdorf (1,4 km nordöstlich) und nach Atzenhof (1,1 km östlich).

## Geschichte
Die Gegend war bereits in der Steinzeit besiedelt, wie einzelne Lesefunde belegen. Ringsum des heutigen Siedlungsgebietes sind drei Freilandstationen des Mesolithikums und ein Siedlungsplatz aus der Urnenfelderzeit als Bodendenkmale geschützt. Der fruchtbare, humose Zenngrund bot gute Bodenerträge und reiche Fisch- und Jagdgründe. Fundhorizonte aus der vorrömischen Eisenzeit und der römischen Kaiserzeit fehlen gänzlich, sodass eine Wiederbesiedelung erst zu karolingischer Zeit wahrscheinlich ist.
Der Ort wurde 1246 als „Rizmanshof“ erstmals urkundlich erwähnt, als Herdegen von Grindelach um seines Seelenheils willen der Deutschordenskommende Nürnberg seine Güter in dem Ort schenkte. Das Bestimmungswort des Ortsnamens ist der Personenname Rizaman.
Gegen Ende des 18. Jahrhunderts gab es in Ritzmannshof 5 Anwesen (4 Halbhöfe, 1 Gut). Das Hochgericht übte das brandenburg-ansbachische Stadtvogteiamt Langenzenn aus. Die Deutschordenskommende Nürnberg hatte die Vogtei inne und war Grundherr über alle Anwesen des Ortes.
Von 1797 bis 1808 unterstand der Ort dem Justiz- und Kammeramt Cadolzburg. Im Rahmen des Gemeindeedikts wurde Ritzmannshof dem 1808 gebildeten Steuerdistrikt Vach und der im selben Jahr gegründeten Ruralgemeinde Vach zugeordnet.
Im Zuge der Gebietsreform in Bayern wurde Ritzmannshof am 1. Juli 1972 nach Fürth eingegliedert.

### Baudenkmäler
- Ritzmannshofer Straße 1: Ehemalige Mühle, 1650 erbaut[6]
- Ritzmannshofer Straße 4: Wohnstallhaus[6]

### Einwohnerentwicklung
| Jahr      | 001818 | 001840 | 001861 | 001871 | 001885 | 001900 | 001925 | 001950 | 001961 | 001970 | 001987 |
| Einwohner | 34     | 37     | 50     | 59     | 44     | 54     | 41     | 66     | 99     | 89     | 93     |
| Häuser    | 5      | 6      |        |        | 5      | 7      | 7      | 8      | 17     |        | 26     |
| Quelle    | [ 12 ] | [ 13 ] | [ 14 ] | [ 15 ] | [ 16 ] | [ 17 ] | [ 18 ] | [ 19 ] | [ 20 ] | [ 21 ] | [ 1 ]  |

## Religion
Ritzmannshof ist seit der Reformation evangelisch-lutherisch geprägt und bis heute  nach St. Matthäus (Vach) gepfarrt. Die Einwohner römisch-katholischer Konfession sind nach Herz Jesu (Mannhof) gepfarrt.

## Verkehr
Der ÖPNV bedient den Ort mit den VGN-Buslinien 126, 173 und N 23.